# Spirinchus starksi
Spirinchus starksi es un pez de la familia Osmeridae que se encuentra en varios estuarios y lagos de la costa norte del océano Pacífico en América del norte.